# 卡盧梅特公園 (伊利諾伊州)
卡盧梅特公園（英語：Calumet Park）是位於美國伊利諾伊州庫克縣的一個村落。

## 地理
卡盧梅特公園的座標為41°39′56″N 87°39′29″W / 41.66556°N 87.65806°W，而該地最高點為海拔高度184米（即604英尺）。

## 人口
根據2010年美國人口普查的數據，卡盧梅特公園的面積為2.97平方千米，當中陸地面積為2.88平方千米，而水域面積為0.09平方千米。當地共有人口7,835人，而人口密度為每平方千米2,638人。